# Пам'ятники Білозерки
Перелік пам'ятників смт Білозерка Херсонської області.
| Назва                                                                                                  | Дата встановлення | Розташування | Фото | Короткі відомості |
| Пам'ятник воїнам-інтернаціоналістам                                                                    |                   | Цвинтар      |      | |
| Пам'ятник жертвам голодомору                                                                           | 2007              |              |      | |
| Пам'ятник ліквідаторам аварії на ЧАЕС                                                                  |                   |              |      | |
| Пам'ятник Богдану Хмельницькому                                                                        |                   |              |      | Встановлений на честь 360-річчя подій, пов'язаних з початком національно-визвольного руху українського народу.                                                        |
| Пам'ятник знак біля будинку, де народився С. Ф. Бондарчук                                              |                   |              |      | |
| Пам'ятник Т. Г. Шевченко                                                                               |                   |              |      | |
| Меморіальний комплекс Братська могила воїнів Радянської Армії та пам'ятник на честь воїнів-односельчан |                   |              |      | В братській могилі в центрі смт поховано сім загиблих воїнів радянської армії. Поруч розташовано могила Героя Радянського Союзу, молодшого лейтенанта С. А. Харченко. |
| Пам'ятник на честь перемоги над нацистською Німеччиною                                                 |                   |              |      | Виконаний у вигляді танку. |